# Сульфат алюмінію-калію

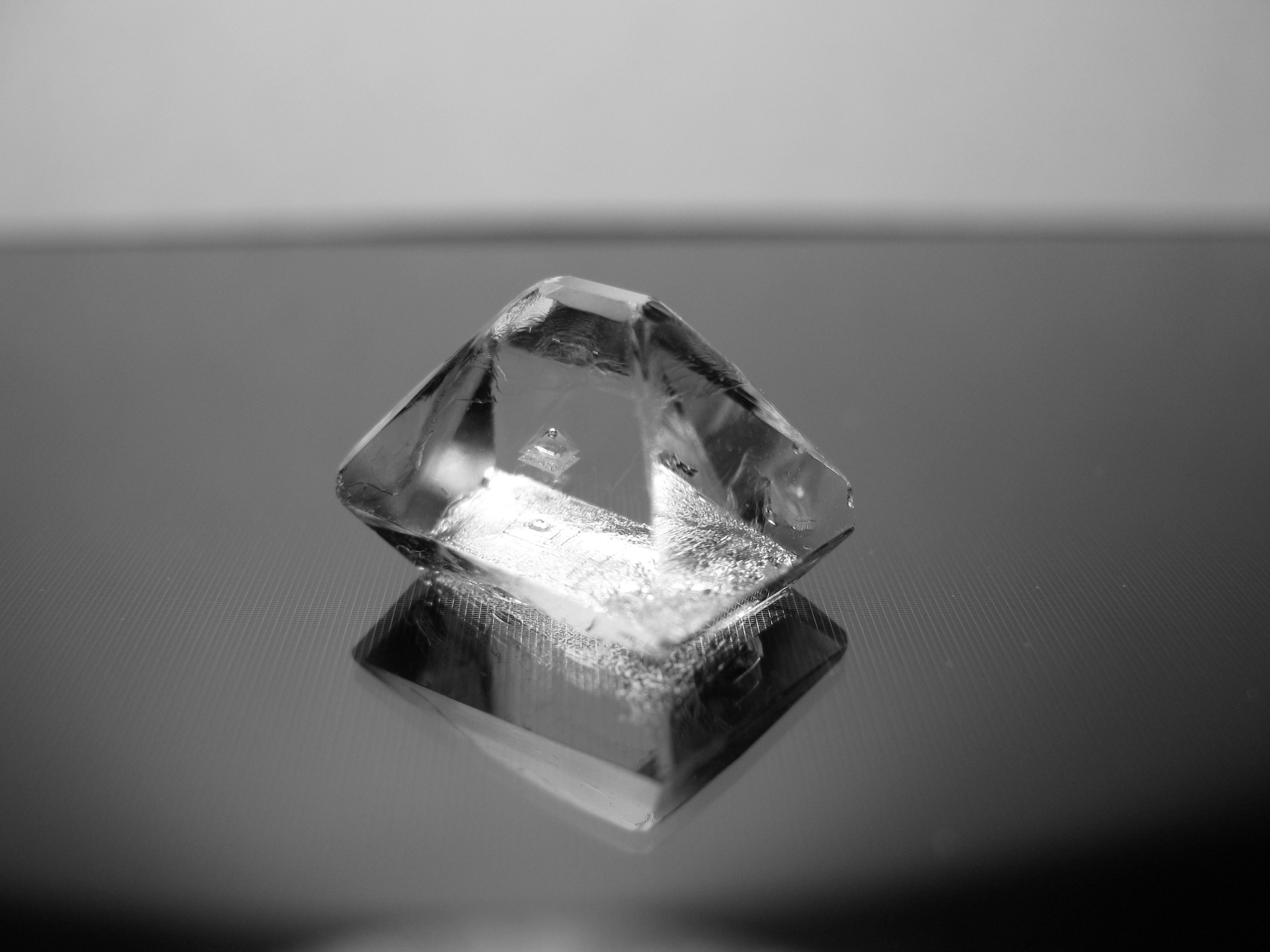
Кристал KAl(SO_{4})_{2}·12H_{2}O

Калій алюміній сульфат, або сульфат алюмінію-калію — це хімічна сполука: подвійний сульфат калію й алюмінію з хімічною формулою KAl(SO4)2. Також він відомий як калій алюміній сульфат додекагідрат  KAl(SO4)2·12H2O або алюмокалієвий галун. Сполука є одним із найважливіших членів класу сполук, що називаються алюмінієвими галунами.
Калій алюміній сульфат, зазвичай, використовуються в таких сферах як: очищення води, дублення шкіри, фарбування  вогнестійких текстильних виробів і у складі порошка для випічки під номером E522. Його також використовують у косметиці як дезодорант, засіб після гоління та кровоспинний засіб при невеликих кровотечах під час гоління.

## Історія

### У давнину
Калій алюміній сульфат був відомий стародавнім єгиптянам, які отримували його із евапоритів у пустелі та, як повідомляється, використовували ще в 1500 році до нашої ери для зменшення каламутності води
Калій алюміній сульфат був описаний під назвою alumen або salsugoterrae Плінієм , і це те саме, що stupteria, описана Діоскоридом. Однак назва галун та інші назви, що застосовуються до цієї речовини — як-от alum, misy, sory, chalcanthum, та atramentum sutorium — часто застосовувалися до інших продуктів із  подібними властивостями чи використанням, наприклад, ферум(ІІ) сульфат або «зелений купорос».
Виробництво Алюмокалієвого галуна з алуніту археологічно засвідчено на острові Лесбос. Це місце датується щонайменше 2 століттям нашої ери, проте було покинуто в 7 столітті.
Калій алюміній сульфат згадується в деяких аюрведичних текстах під такими назвами, як sphaṭika kṣāra, phitkari або saurashtri. Вони використовуються в традиційній китайській медицині під назвою mingfan

### У середньовіччі та в новий час
Калій алюміній сульфат імпортувався до Англії в основному з Близького Сходу, а з кінця 15 століття і далі, протягом сотень років, він імпортувався з Папської області. Там його використовували як закріплювач барвників для вовни (яка була однією з основних галузей промисловості Англії, вартість якої значно зростала, якщо її пофарбувати).
Однак ці джерела були ненадійними, і був поштовх до розробки джерел в Англії, особливо тому, що імпорт із Папської області було припинено після відлучення Короля Англії Генріха VIII.
Історично склалося так, що калій алюміній сульфат широко використовувався у вовняній промисловості  з античності, у середні віки й аж до 19 століття як протрава або фіксатор барвників у процесі фарбуванні вовни.
У 13 і 14 століттях калій алюміній сульфат був основним імпортом Генуї та Венеції із Фокеї (Смірнська затока у Візантії), і став причиною війни між ними, а пізніше став основним імпортом Флоренції із Фокеї.  Після падіння Константинополя алуніт (джерело алюмокалієвого галуну) було виявлено в Тольфа в Папській області (1461).  Текстильна промисловість у Брюгге та багатьох місцях Італії, а пізніше й Англії потребувала алюмокалієвого галуну для стабілізації барвників на тканині (роблять барвники «швидкими»), а також для освітлення кольорів.
З державним фінансуванням спроби здійснювалися протягом 16 століття, але до початку 17 століття – безуспішно.  У Йоркширі була збудована промисловість для переробки сланцю, який містив ключовий інгредієнт, а саме алюміній сульфат. Вона зробила важливий внесок у промислову революцію.  Одним із найстаріших історичних місць для виробництва алюмокалієвого галуну зі сланцю та людської сечі є виробництво у Рейвенскарі, Північний Йоркшир.  До 18 століття ландшафт північно-східного Йоркширу був зруйнований цим процесом, який включав будівництво  30-метрових (100-футових) штабелів із спаленого сланцю та їх безперервне заправлення дровами протягом місяців.  Решта процесу виробництва складалася з видобутку, екстракції, замочування сланцевої золи з водоростями в сечі, кип’ятіння, випаровування, кристалізації, подрібнення та завантажування в мішки, для експорту. Розробка кар’єрів знищила скелі в цій місцевості, ліси були вирубані на деревне вугілля, а земля була забруднена сульфатною кислотою та золою.

## Ідентифікація формули
На початку 1700-х років Георг Ернст Шталь стверджував, що реакція сульфатної кислоти з вапняком приводить до уторення певного різновиду алюмокалієвого галуну.  Помилка була незабаром виправлена Йоганном Поттом і Андреасом Маргграфом, які показали, що осад, який утворюється, при вливанні лугу в розчин, утворений з галуну суттєво відрізняється від вапна чи крейди та є одним із інгредієнтів звичайної глини.
Маргграф також показав, що ідеальні кристали алюмокалієвого галуну можна отримати, розчинивши алюміній оксид в сульфатній кислоті та додавши до його концентрованого розчину поташу або аміаку.  У 1767 році Торберн Бергман помітив необхідність використання калій або амоній сульфатів для добування галунів , тоді як натрій чи кальцій сульфати з цією метою не працювали.
Варто відзначити, що у той час вважалося, що калій міститься виключно в рослинах.  Однак у 1797 році Мартін Клапрот виявив наявність калію в мінералах лейциті та лепідоліті.Луї Воклен припустив, що калій також є інгредієнтом багатьох інших мінералів. Беручи до уваги експерименти Марґграфа та Бергмана, він припустив, що цей метал є основним інгредієнтом натуральних галунів.  У 1797 році він опублікував дисертацію, в якій довів, що галун є подвійною сіллю, що складається з сульфатної кислоти, алюміній оксиду та поташу.  У тому ж журналі Жан-Антуан Шаптал опублікував аналіз чотирьох різних видів галуну, а саме римського галуну, левантського галуну, британського галуну та галуну, виготовленого ним самим, підтверджуючи результати Воклена

## Фізичні властивості
Кристали алюмокалієвого галуну мають вигляд правильних октаедрів із заокругленими кутами і є добре розчинними у воді. Розчин слабокислий і терпкий на смак. Він кристалізується в октаедричну структуру в нейтральному розчині та кубічну структуру в лужному розчині з просторовою групою P a -3 і параметром решітки 12,18 Å.
При нагріванні, при високих температурах, утворюється пориста, розсипчаста маса, яка відома як «палений галун». Він плавиться при 92 °C (198 °F) у власній кристалізаційній воді.

## Хімічні властивості
Розкладається при нагріванні при високих температурах:
Кристалогідрат при нагріванні плавится у кристалізаційній воді, а потім відбувається дегідратація в декілька етапів, з утворенням кінцевого продукту безводного або «паленого», калій алюміній сульфату
При розчиненні алюмокалієвого галуну відбувається гідроліз за катіоном алюмінію, через це розчину характерне слабокисле середовище
Реагує з лугами з різними результатами, в залежності від концентрації та температури

## Поширення у природі
Калій Алюміній Сульфат Додекагідрат зустрічається в природі, як правило, у вигляді вкраплень у скелях у зонах вивітрювання та окислення сульфідних мінералів і мінералів, що містять калій.
У минулому калій алюміній сульфат отримували з алуніту ( KAl(SO4)2·2Al(OH)3), який видобували з сірковмісних вулканічних відкладень. Його родовища були знайдені у Везувії, Італія; на сході від Спрінгшура, Квінсленд; в «Alum Cave», штат Теннессі; в «Alum Gulch», округ Санта-Крус, Арізона та на філіппінському острові Себу.
Щоб отримати калій алюміній сульфат з алуніту, його прожарюють, а потім тривалий час витримують на повітрі. Під час цього впливу його постійно зволожують водою, для того, щоб він розпався на дуже дрібний порошок. Потім цей порошок вилуговують гарячою водою, розчин декантують, а галун кристалізується.
Також існує калій алюміній сульфат ундекагідрат ,який зустрічається як волокнистий мінерал калініт ( KAl(SO4)2·11H2O).

## Промислове виробництво
калій алюміній сульфат історично в основному видобували з алуніту.
Калій алюміній сульфат зараз виробляють промисловим способом, шляхом додавання сульфату калію до концентрованого розчину сульфату алюмінію. Алюміній сульфат зазвичай отримують обробкою мінералів, таких як галуновий сланець, боксит і кріоліт,сульфатною кислотою. Якщо в сульфаті є багато феруму, тоді використовують калій хлорид замість калій сульфату.

## Використання

### Медицина і косметика
Калій алюміній сульфат використовується в медицині в основному як кровоспинний і антисептичний засіб.
Кровоспинні олівці — це палички, що складаються з алюмокалієвого галуну або алюміній сульфату, які використовуються місцево для лікування кровотеч при невеликих порізах (особливо під час гоління), саднах, носових кровотечах і геморої, а також для полегшення болю при укусах. Блоками алюмокалієвого галуну натирають вогку шкіру лиця після бриття.
Калій алюміній сульфат також використовується місцево для лікування прищів, вугрів, а також афтозних виразок(стоматит) у роті, оскільки він має значний ефект підсушування ділянки та відчутно зменшує подразнення на місці. Його використовували для зупинки кровотечі у випадках геморагічного циститу  і використовується в деяких країнах як ліки від гіпергідрозу. Він використовується в стоматології ,через його в’яжучі та кровоспинні властивості.
алюмокалієві та алюмоамонієві галуни є активними інгредієнтами деяких антиперспірантів і дезодорантів, діючи шляхом пригнічення росту бактерій, відповідальних за сморід тіла. Через антиперспірантні та антибактеріальні властивості алюмокалієвого галуну  його традиційно використовують як дезодорант для пахв. Його використовували для цієї мети в Європі, Мексиці, Таїланді (де його називають sarn-som), по всій Азії та на Філіппінах (де його називають tawas). Сьогодні алюмокалієві або алюмоамонієві галуни комерційно продаються для цієї мети як «кристалічні дезодоранти». Починаючи з 2005 року Управління з контролю за якістю харчових продуктів і медикаментів США більше не визнає його як засіб для зниження вологості повітря, але він все ще доступний та використовується для зниження вологості в кількох інших країнах, переважно в Азії.
З 1920-х років калій алюміній сульфат є основним ад'ювантом, який використовується для підвищення ефективності вакцин. В комерційних вакцинах він був майже повністю замінений гідроксидом алюмінію та фосфатом алюмінію.
Калій алюміній сульфат є  компонентом деяких восків для депіляції , або може бути нанесеним на шкіру після обробки воском як заспокійливий засіб.
У 1950-х роках чоловіки, які робили зачіску з плоским верхом(помпадур), іноді наносили на волосся калій алюміній сульфат як альтернативу лаку, щоб волосся стояло прямо.

### Кулінарія
Калій алюміній сульфат може бути кислим інгредієнтом порошку для випічки, для забезпечення другої фази розпушування при високих температурах (хоча алюмонатрієвий галун частіше використовують для цієї мети). [потрібне цитування] Наприклад, калій алюміній сульфат часто використовують для розпушування Youtiao, традиційний китайський смажений хліб, що випікається по всьому Китаю.
У 1800-х роках пекарі Англії використовували калій алюміній сульфат, щоб зробити хліб білішим. Деякі тогочасні лікарі, включно з Джоном Сноу, вважали, що це викликає рахіт. Закон про продаж харчових продуктів і ліків 1875 року запобігав використання цієї та деяких інших домішок.
Калій алюміній сульфат можна знайти в багатьох продуктових магазинах США у відділах спецій. Його головне кулінарне застосування — у рецептах маринування, для збереження фруктів і овочів, та додавання їм хрусткості.
Виробництво вогнестійких матеріалів
Алюмокалієвим галуном обробляють тканини, деревину та паперові матеріали для того, щоб зробити їх вогнестійкими або менш горючими.

### Дублення шкіри
Калій алюміній сульфат використовується при дубленні шкіри , щоб видалити вологу зі шкіри та запобігти її гниття. На відміну від дубильної кислоти, калій алюміній сульфат не зв'язується зі шкірою і може бути вимитим з неї.

### Фарбування
З античності калій алюміній сульфат використовувався як протравлювач для формування стійкого зв’язку між барвником і натуральними текстильними волокнами, такими як вовна. Він також використовується в стилі малювання, що називається «мармурування» паперу.

### Хімічний коагулянт
калій алюміній сульфат, з глибокої давнини, використовували для очищення каламутних рідин. Він все ще широко використовується для очищення води для пиття та промислових процесів. Калій алюміній сульфат використовують для очищення стічних вод і осадження забруднювачів в озерах після штормів.
Від 30 до 40 частинок алюмокалієвого галуну додаєтся на мільйон частинок рідини для побутових стічних вод, часто більше для промислових стічних вод , щоб негативно заряджені колоїдні частинки злипалися разом у «флокули», які потім випливають на поверхню рідини, осідають на дно рідини або можуть бути легше відфільтровані з рідини перед подальшою фільтрацією та дезінфекцією води. Як і інші подібні солі, вона нейтралізує подвійний електричний шар, що оточує дуже дрібно розсіяні частинки, дозволяючи їм об’єднуватися у «флокули».
Той самий принцип використовується при використанні алюмокалієвого галуну для підвищення в'язкості суспензії керамічної глазурі.

### Краплаки
Гідроксид алюмінію з алюмокалієвого галуну є основою для більшості Краплаків.

### Розчинення заліза та сталі
Розчин алюмокалієвого галуну має властивість розчиняти сталь, не впливаючи на алюміній та неблагородні метали. Розчин алюмокалієвого галуну можна використовувати для розчинення сталевих насадок, які застрягли у виливках.

### Інше
У традиційному японському мистецтві калій алюміній сульфат і желатиновий клей розчиняли у воді, утворюючи рідину, відому як дуза (японською:礬水), і використовували її як основу для проклеювання паперу.
Калій алюміній сульфат входить до складу деяких рецептів саморобних мас для ліплення, призначених для використання дітьми. Їх часто називають «грайною глиною»
Калій алюміній сульфат раніше використовували як затверджувач для фотоемульсій (плівок та фотографій), зазвичай як частину закріплювача. Тепер його замінили інші хімічні речовини.

### Токсикологія та безпека
Сульфат алюмінію-калію може бути слабким подразником шкіри.